# IC 4078
IC 4078 је двојна звијезда у сазвјежђу Ловачки пси која се налази на листи објеката дубоког неба у Индекс каталогу.
Деклинација објекта је + 36° 35' 39" а ректасцензија 13h 1m 35,8s.